# Seznam.cz

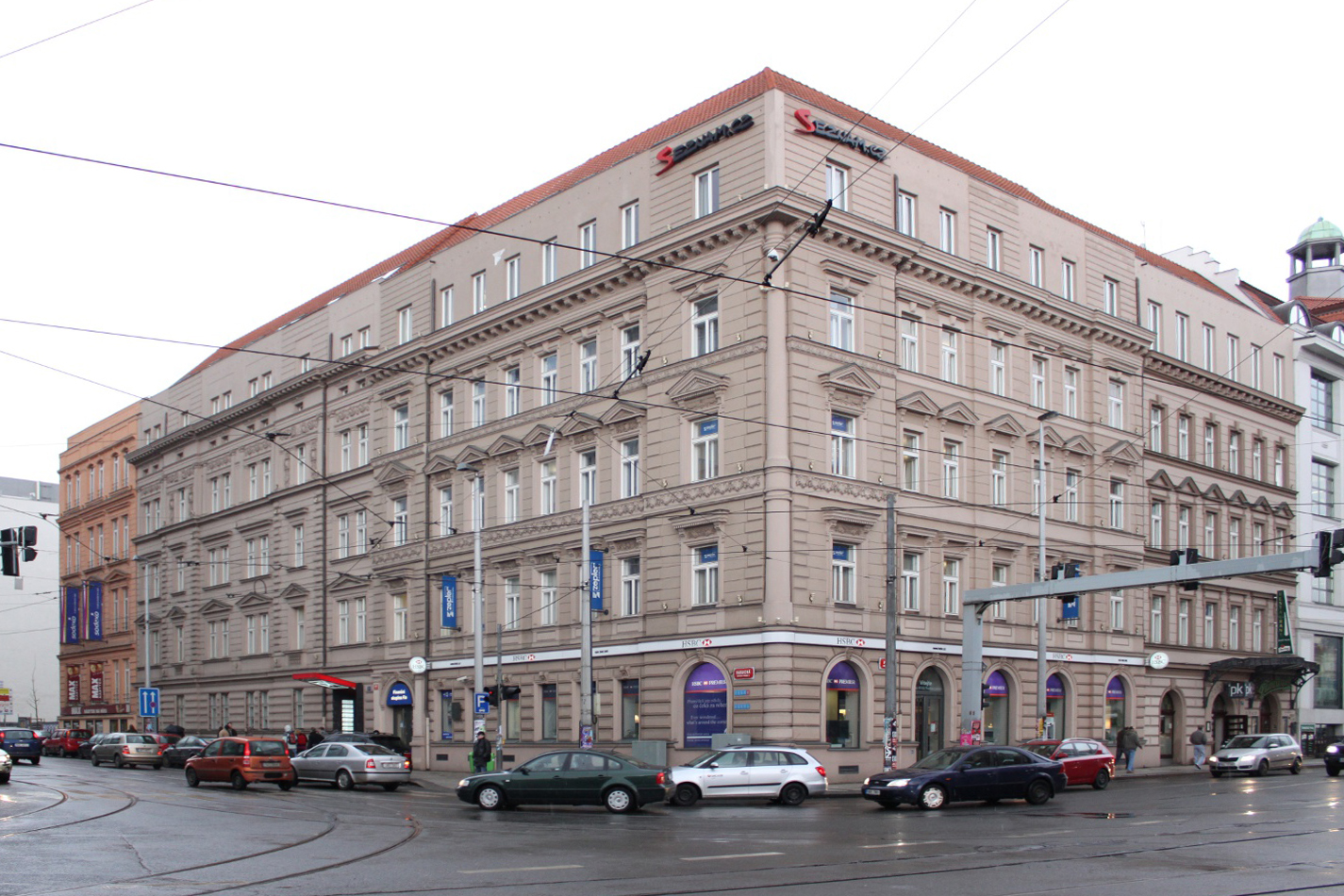
Seznam-Zentrale in Prag

Seznam.cz (tschechisch seznam ‚Liste, Verzeichnis, Aufstellung, Zusammenstellung, Katalog, Register‘) ist ein tschechisches Webportal mit Websuchmaschine der seznam.cz, a.s. mit Sitz in Prag. Der größte Wettbewerber um Marktanteile in Tschechien ist Google, der sich auf dem tschechischen Markt bis 2011 nicht behaupten konnte und seine Dienste erst 2006 in Tschechien einführte.
Rund zwei Drittel der tschechischen Bevölkerung, die online sind, benutzen die fast 30 Dienste von Seznam. Hierzu gehören E-Mail-Adressen, Domains, Wettervorhersagen, Wörterbücher,  der Kartendienst mapy.com, das Nachrichtenportal seznam zprávy und unterschiedliche soziale Netzwerke.

## Geschichte
Der Gründer von Seznam, Ivo Lukačovič, gründete das Unternehmen im Jahr 1996. Als Erkennungsmerkmal und Maskottchen dient seitdem ein Hund. Zunächst führte Lukačovič ein Onlineverzeichnis seiner tschechischen Lieblingsseiten ein, woraufhin die Aufrufzahlen stiegen und die Seite sich großer Beliebtheit erfreute. Der Gründer entschied sich, erste Werbeanzeigen auf der Seite zu platzieren, um sein Hobby zu finanzieren. Pavel Zima, ein Freund Lukačovičs, kannte sich mit Computern aus und half mit, dass die Server stabil liefen. Als finanzieller Unterstützer trat später ein schwedischer Risikokapitalgeber auf, konnte sich aber nach der geplatzten Internet-Blase keine Mehrheit an Seznam sichern.
2007 verbündete sich Seznam mit dem bisherigen Konkurrenten Atlas.cz, um so Marktanteile zu sichern und stärker zu werden.

## Marktanteile und Erfolg
Die tschechische Sprache hat insgesamt sieben Deklinationsfälle, auf welche die Suchmaschine optimiert wurde. Zudem konzentrieren sich die Entwickler auf den heimischen Markt, sie führten beispielsweise Wanderwege im Kartendienst ein.
Im Jahr 2010 hatte die tschechische Suchmaschine einen Marktanteil von 53,2 Prozent, Google dagegen nur 44 Prozent. Erst 2011 erreichte Google einen Marktanteil von 51 Prozent.
2013 lag der Jahresumsatz bei umgerechnet 106 Millionen Euro, der Gewinn bei 33,9 Millionen Euro.